# Mogens Gøye

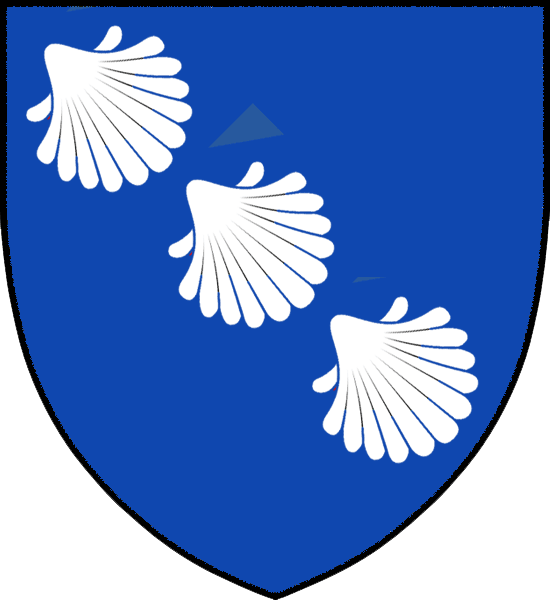
Familienwappen Gøye

Mogens Gøye (auch Magnus Gjøe; * nach 1470; † 6. April 1544 in Skanderborg) war ein dänischer Adliger und einer der reichsten und mächtigsten Gutsbesitzer seiner Zeit. Er war vierzig Jahre lang Mitglied des Reichsrats unter vier Königen und hatte zwanzig Jahre lang als Reichshofmeister das höchste Amt im Königreich Dänemark inne. Besonderen Einfluss hatte er auf die Verbreitung des Luthertums und die Einführung der Reformation in Dänemark.

## Leben

### Familie
Mogens Gøye entstammte dem Adelsgeschlecht Gøye/Gjøe, das im 14. Jahrhundert erstmals auf Lolland nachweisbar ist. Sein Urgroßvater Axel Gøye besaß bereits Krenkerup im Kirchspiel Radsted auf Lolland. Sein Großvater Mogens Axelsen Gøye war königlicher Kammermeister und 1444 Lehnsmann von Nykøbing.
Mogens Gøye selbst war ein Sohn von Eskil Gøye († 1506) aus dessen um 1470 geschlossenen ersten Ehe mit Mette Rosenkrantz († 1503), einer Tochter des Reichshofmeisters Erik Ottesen Rosenkrantz (1427–1503) und Sofie Henriksdatter Gyldenstierne von Boller. Er hatte einen jüngeren Bruder Henrik Gøye († 1533) und eine Schwester Ida, die Henneke von Sehested von Krummendiek, Amtmann von Rendsburg, heiratete und früh starb. Kinder aus der zweiten Ehe des Vaters mit Sidsel (Cecilia) Brahe sind nicht bekannt.
Sein Vater war ab 1471 Lehnsmann von Aalholm und wurde nach mehreren diplomatischen Reisen 1481 in den Reichsrat aufgenommen. In seiner Funktion als Reichsmarschall ab 1486 führte er das dänische Heer in der Schlacht von Rotebro, mit der König Hans seinen Anspruch auf die Herrschaft in Schweden gegen Reichsverweser Sten Sture durchsetzte. Eskil Gøye erwarb zusätzlich zu Gisselfeld auf Seeland und Krenkerup, die er von seinen Eltern geerbt hatte, etliche weitere Güter durch Kauf oder als Pfand hauptsächlich auf Lolland und in Schonen, wo er in seinen letzten zehn Lebensjahren als Amtmann wirkte.

### Aufstieg unter Christian II.
Gøyes Geburtsdatum ist nicht bekannt. Da er 1492 zum königlichen Hofgesinde gehörte, muss er zu Beginn der 1470er Jahre geboren sein. Er machte schnell Karriere. Im Jahr 1501 wurde er als Ritter und Lehnsmann von Stegehus auf Møn erwähnt. Im folgenden Jahr erhielt er Torup als Lehen. 1503 gelangte er in den Reichsrat und wurde zu den wichtigsten Staatsgeschäften hinzugerufen. Ab 1505 war er Lehnsmann auf Aalborghus.
König Christian II. vertraute ihm 1514 die Gesandtschaft an Kaiser Maximilian I. nach Brüssel an, die um die Hand von dessen Enkelin Isabella anhalten sollte. Die Brautwerbung war erfolgreich und wurde am 11. Juni 1514 in Brüssel mit einer Stellvertreterhochzeit zwischen der dreizehnjährigen Isabella und Mogens Gøye besiegelt. Im folgenden Jahr begleitete Gøye die junge Braut nach Kopenhagen. Dort wurde er – möglicherweise anlässlich der Krönung der neuen Königin – zum Reichsmarschall ernannt. Nach dem Tod des bisherigen Reichshofmeisters Niels Eriksen Rosenkrantz übernahm er 1516 einen Teil von dessen Aufgaben und erhielt zudem dessen Lehen Skanderborg, eins der wichtigsten Lehen des Reiches, das er bis zu seinem Lebensende innehatte. In seiner Funktion als Marschall verhaftete er Torben Oxe, den Lehnsmann auf dem Kopenhagener Schloss, den der König für den Mord an seiner Geliebten Dyveke Sigbritsdatter verantwortlich machte. Als Reichsrat sprach er sich gemeinsam mit seinen Kollegen gegen Oxes Hinrichtung aus. Der König stellte Oxe daraufhin vor ein Bauerngericht, das ihn wunschgemäß zum Tode verurteilte. In den Folgejahren versuchte Gøye vergeblich, gegen den Einfluss vorzugehen, den Dyvekes Mutter Sigbrit auch nach dem Tod ihrer Tochter auf den König ausübte.
Nach dem Stockholmer Blutbad erhob sich der schwedische Adel gegen Christian II. Im folgenden Schwedischen Befreiungskrieg gehörte Gøyes Bruder Henrik zu Christians treuesten Unterstützern und wurde von ihm 1522 zum Gouverneur von Schweden ernannt. Inzwischen machte sich auch in Dänemark Unzufriedenheit breit. Gøye verhandelte Anfang 1523 zwischen dem König und den unzufriedenen dänischen Adligen. Erst als Christian II. auf Druck des Adels Jütland an seinen Onkel, Herzog Friedrich von Schleswig-Holstein, übergeben hatte, kündigte auch Gøye Christian II. schriftlich die Treue auf. Wenige Tage später besiegelte er Friedrichs Handfeste, wodurch dieser als Friedrich I. neuer König von Dänemark wurde. Gøye wurde zum Reichshofmeister und damit zum zweitmächtigsten Mann im Königreich ernannt. Seine Treue zu dem neuen König ging aber nicht so weit, dass er dessen Frau Sophia anlässlich ihrer Krönung 1525 dieselben Ämter als Leibgedinge zusprach, die Isabella, der nun in den Niederlanden lebenden Ehefrau von Christian II., zugestanden worden waren. Erst als Isabella 1526 starb, bekam Sophia ihr Leibgedinge.
Henrik Gøye hielt Christian II. dagegen die Treue. Dieser ernannte ihn bei seiner Flucht ins Exil in die Niederlande im April 1523 zum Statthalter von Kopenhagen. Henrik Gøye verteidigte die Hauptstadt ein halbes Jahr lang gegen den neuen König. Als die versprochene Unterstützung aus den Niederlanden ausblieb, verhandelte er mit seinem Bruder über die Übergabe. Mogens Gøye konnte für seinen Bruder günstige Bedingungen erwirken: Henrik Gøye musste die Stadt an Friedrich I. ausliefern, dafür erhielten er und seine Truppen freien Abzug nach Deutschland. Er bekam zudem seine beschlagnahmten Güter und Ländereien zurück. Friedrich I. versprach ihm Vordingborg als Lehen, sollte er sich ihm innerhalb von zwei Jahren anschließen. Henrik Gøye zog jedoch zunächst mit seinen Soldaten nach Bremen, wo er auf eigene Kosten ein neues Heer für Christian II. aufstellte. Als sich aber herausstellte, dass der abgesetzte König keine Mittel zur Finanzierung eines Kriegszuges gegen seinen Onkel besaß, kehrte Henrik Gøye hochverschuldet nach Dänemark zurück und nahm das Angebot des neuen Königs an. Nachdem Christian II. 1531 beim Versuch der Rückeroberung seines Reichs in dänische Gefangenschaft geraten war, wurde Henrik Gøye ein Jahr vor seinem Tod 1532 sogar noch in den Reichsrat aufgenommen.

### Reformation und Grafenfehde
Mogens Gøye schloss sich 1526 der lutherischen Lehre an. Als Hauskaplan stellte er Peder Thomesen an, einen ehemaligen Mönch, der 1523 zum Studium nach Wittenberg gegangen war und später der erste lutherische Superintendent in Dänemark wurde. Der Konfessionswechsel stieß durchaus auf die Zustimmung Friedrichs I., der zwar in seiner Handfeste der katholischen Mehrheit im Reichsrat zugesichert hatte, bei der alten Religion zu bleiben, aber insgeheim Sympathie für das Luthertum verspürte und dessen Verbreitung nichts entgegensetzte. Wiederholt verhandelte Gøye mit den Bischöfen über die Forderung des Königs nach Besteuerung des Klerus’ und verschaffte lutherischen Predigern Schutzbriefe und Pfarrstellen. Aufgrund der finanziellen Belastungen und der abnehmenden Akzeptanz durch die sich dem Luthertum zuneigende Bevölkerung verließen die Bettelmönche schon vor der offiziellen Einführung der Reformation im Königreich Dänemark in einigen Städten ihre Klöster. Die, die nicht freiwillig gingen, ließ Gøye vertreiben und sorgte dafür, dass die Gebäude, die dem Krongut zufielen, eine neue Nutzung als Hospitäler und Schulen erhielten. Das Graubrüderkloster in Flensburg etwa bekam Gøye 1528 vom König geschenkt. Er sandte einen Priester mit einer königlichen Urkunde nach Flensburg, der zusammen mit Flensburger Bürgern die Mönche vertrieb. Die Gebäude überließ Gøye der Stadt, die dort ein Armenhaus einrichtete. Gøyes ältester Sohn Axel, seit 1526 Lehnsmann auf Aalborghus, tat es seinem Vater gleich und konfiszierte 1530 das dortige Franziskanerkloster. Die Bewohner des Heiliggeistklosters, eines Hospitals, ließ er in das Gebäude umziehen. Bei den meist konservativen Adligen, die seinen Aufstieg ohnehin mit Misstrauen beobachtet hatten, und der Geistlichkeit machte Gøye sich dagegen viele Feinde.
Als Friedrich I. 1533 starb, war Gøye einer von nur wenigen dänischen Adligen, die sich für die Nachfolge des ältesten Sohnes Christian (III.) aussprachen. Dieser hatte bereits 1529 in seiner Eigenschaft als Herzog in Hadersleben mit dem Erlass der Haderslebener Artikel die Reformation eingeführt. Die meisten Reichsräte, insbesondere die Bischöfe, favorisierten dagegen den erst elfjährigen Sohn Hans aus der zweiten Ehe des verstorbenen Königs, den sie als in ihrem eigenen Sinne beeinflussbar ansahen. Weil es beim Herrentag 1533 zu keiner Einigung kam, wurde die Königswahl um ein Jahr verschoben. Die Thronvakanz führte zu großer Unsicherheit: Die bereits zum Luthertum übergetretenen Städte Kopenhagen und Malmö fürchteten von einer Herrschaft des katholischen Reichsrats einerseits Unterdrückung ihres Glaubens, andererseits die Beschneidung ihrer unter Christian II. gewonnenen Freiheiten als bürgerliche Kaufmannstädte durch den Adel. Lübeck unter seinem Bürgermeister Jürgen Wullenwever bot Herzog Christian Unterstützung an und verlangte dafür die Erneuerung der Handelsprivilegien für die Hanse. Gøye führte die Verhandlungen sowohl mit Lübeck als auch mit dem bereits evangelischen Schweden. Es gelang ihm jedoch weder, Herzog Christian von Wullenwevers Angebot zu überzeugen, noch den Reichsrat zu bewegen, Herzog Christian zum König zu wählen. Auch sein Versuch, die aufständischen jütischen Bauern unter Skipper Clement zu beruhigen, scheiterte. Immerhin konnte er zusammen mit Birgitte, seiner jüngsten Tochter aus der ersten Ehe, den lutherischen Pastor von Kopenhagen, Hans Tausen, in Sicherheit bringen und vor der Anklage als Ketzer durch den Reichsrat schützen.
Als Gøye den Reichsrat endlich dazu überreden konnte, Christian III. angesichts der bedrohlichen Situation zum König zu wählen, war es zu spät, um einen Krieg zu vermeiden. Eine Koalition der Hansestädte mit Schweden und Mecklenburg war mit dem Grafen Christoph von Oldenburg, einem Cousin von Christian II. und III., übereingekommen, einen gemeinsamen Kriegszug gegen Dänemark zu führen. Mit der Erklärung, dem auf Schloss Sonderburg inhaftierten König Christian II. zurück auf den Thron verhelfen zu wollen, fiel der Graf im Juni 1534 in Dänemark ein. Nach ihm wird der 1534 ausgebrochene Bürgerkrieg Grafenfehde genannt. Gleichzeitig begann der Lübecker Feldherr Marx Meyer einen Feldzug gegen das mit Dänemark in Personalunion verbundene Herzogtum Holstein. Gøyes Entscheidung für Christian III. führte zu familiären Zerwürfnissen: Sein ältester Sohn Axel trat in den Dienst des Oldenburger Grafen, wurde dessen Rat und führte dessen Reiterei bei der Eroberung von Fünen an. Auch der Schwiegersohn Johann Oxe schloss sich Christoph von Oldenburg an. Da Dänemarks Gegner jedoch keine gemeinsamen Ziele verfolgten, gelang es dem nunmehr wieder unter einem König geeinten Land schnell, die Feinde zu besiegen. Zunächst beendete der Frieden von Stockelsdorf am 18. November 1534 den Krieg mit Lübeck, dann wurde der Bauernaufstand auf Jütland niedergeschlagen. Als Statthalter von Jütland vermittelte Gøye zusammen mit Bischof Ove Bille von Aarhus zwischen den feindlichen Parteien und erwirkte eine Amnestie für die meisten Beteiligten. Gemeinsam mit Bille verhandelte er auch 1536 mit den Bürgermeistern von Kopenhagen, Ambrosius Bogbinder, und Malmö, Jörgen Kock, über die Übergabe der Städte an Christian III. Während die meisten abtrünnigen Dänen sich ihrem neuen König unterwarfen, blieb Axel Gøye Oldenburg auch nach der Niederlage und seiner Gefangennahme treu. Sein Vater sagte sich deshalb von ihm los. Axel starb kurz nach seiner Freilassung auf Gut Clausholm zwischen Randers und Aarhus und wurde in der Kirche von Voldum begraben, zu deren Kirchspiel das Gut gehörte. Den Grabstein ließ laut der Aufschrift seine Schwester Birgitte 1543 verlegen.

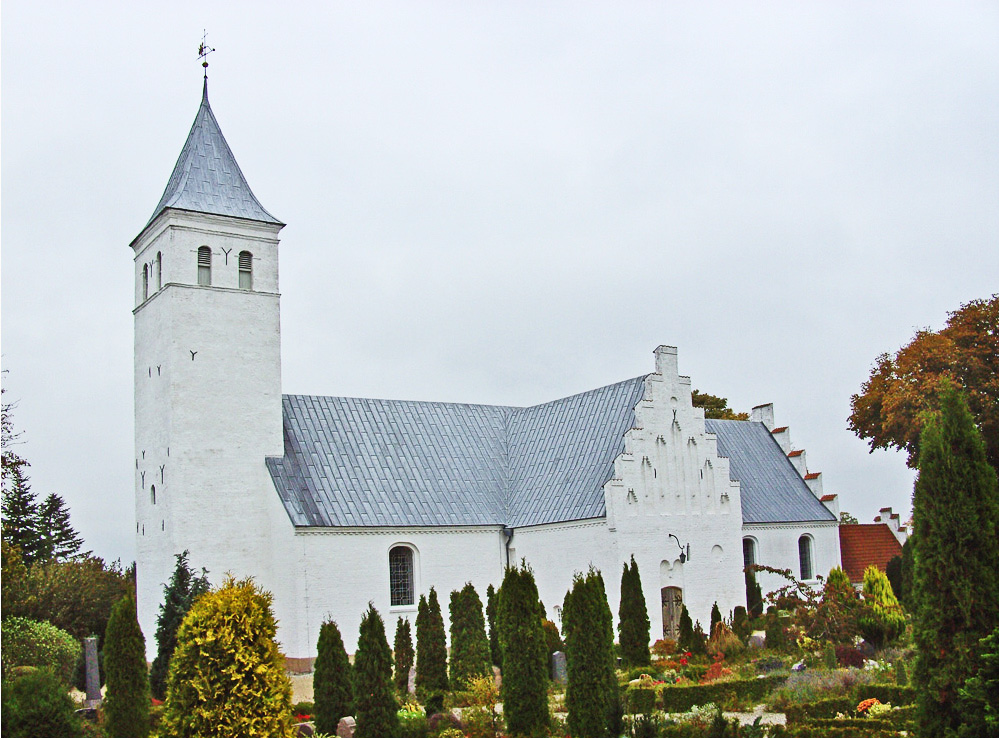
Voldum kirke, Grablege der Familie Gøye

Nach seinem Sieg begann Christian III. mit der Einführung der Reformation im Königreich. Gøye unterstützte ihn dabei, zog sich aber aufgrund seines Alters zunehmend aus dem Regierungsgeschäft zurück. Bis an sein Lebensende blieb er Reichshofmeister und Lehnsmann. Er starb 1544 und wurde neben seinem Sohn Axel in der Kirche von Voldum bestattet. Sein Grabstein zeigt ihn zwischen seinen beiden Frauen, umrahmt von den Wappen ihrer Vorfahren. Auch die Grabsteine seiner Kinder Eskil und Helvig mit ihren Ehepartnern befinden sich in dieser Kirche.

### Besitz
Gøye hatte bereits von seinen Eltern mehrere Güter geerbt, darunter Krenkerup, und seiner Schwester, die nach ihrer Hochzeit nach Holstein zog, ihren Erbteil abgekauft. Nachdem die Brüder seiner ersten Frau Mette Bydelsbak 1500 in der Schlacht bei Hemmingstedt gefallen waren, ohne Nachkommen zu hinterlassen, erbte sie als letzte ihres Geschlechts die über ganz Dänemark verteilten Güter Gunderslevholm, Torbenfeld (bei Holbæk), Græse (bei Frederikssund), Løgismose, Clausholm, Skærvad (im Nordosten vor Jütland) und Kjeldkær mit zusammen über siebenhundert Bauernhöfen. Dieser Besitz ging bei ihrem Tod auf Gøye über. Acht Jahre nach seinem Tod erstellte seine bereits verwitwete Tochter Elline 1552 ein Erdbuch über die Güter, die ihrem Mann und ihrem Vater gehört hatten. Darin hielt sie fest, wie viele Dörfer und Bauernhöfe zu jedem Gut gehörten, welche Abgaben die namentlich aufgeführten Bauern zu leisten hatten und was davon an die Krone abzuführen war. Dafür verwendete sie ältere Verzeichnisse von ihrer Schwiegermutter und ihrem Vater, der niedergeschrieben hatte, wie, wann und unter welchen Umständen die Güter in seinen Besitz gekommen waren. Sie selbst ergänzte, wie der Besitz nach seinem Tod verteilt worden war. Zusätzlich enthält das Buch Abschriften und Zusammenfassungen von mehreren hundert Briefen von 1315 bis 1536, die aus den auf den einzelnen Gütern angelegten Archiven stammen und vor allem Änderungen in den Besitzverhältnissen durch Kauf, Verkauf, Mitgift oder Erbe beschreiben. Es ist eine wichtige Quelle für die Geschichte der einzelnen Güter und der Familie Gøye, vor allem aber für die dänische Wirtschaftsgeschichte des 16. Jahrhunderts.
Zusätzlich zu den Erbgütern erhielt er im Laufe der Zeit verschiedene Krongüter als Lehen. Darunter waren mehrere in der Reformation aufgelöste Klöster, deren Besitz an die Krone gefallen war, u. a. Gavnø und Ringkloster. Einige Lehen wie Kalundborg hatte er nur wenige Jahre inne (1533–1535), andere wie Skanderborg über viele Jahrzehnte und gab sie teilweise auch an seine Nachkommen weiter, wie Torup, das seine Tochter Pernille als Mitgift erhielt.

### Familiäre Auseinandersetzungen
Nach dem Tod der Eltern hatte Gøyes Bruder Henrik Gisselfeld geerbt. Da er sich infolge seines Engagements für den abgesetzten König Christian II. in finanziellen Schwierigkeiten befand, verpfändete er es 1523 an seinen Bruder und einen Vetter. Nachdem sich seine Lage nach seiner Rückkehr nach Dänemark nicht wesentlich verbessert hatte, verkaufte er Gisselfeld und seine übrigen Güter auf Seeland schließlich an Johan Oxe, einen Schwiegersohn seines Bruders. Dieser verpflichtete sich damit, das Pfand auszulösen, doch Mogens Gøye erhob unter Berufung auf sein Vorkaufsrecht Widerspruch gegen den Verkauf. Der Kaufvertrag wurde beim Herrentag 1532 aufgehoben, doch Henrik Gøye bestätigte den Verkauf noch einmal. Der Tod beider Vertragspartner und die Grafenfehde verzögerten eine Einigung. Erst Peder Oxe, der Sohn des Käufers und Mogens Gøyes Enkel, erwirkte 1540, dass die Güter ihm zugesprochen wurden. Mogens Gøye wurde ausbezahlt, focht das Urteil jedoch an, weshalb Oxe erst nach dem Tod seines Großvaters alleiniger Besitzer wurde.
Die Ehen seiner Kinder arrangierte Gøye, den damaligen Gepflogenheiten entsprechend, mit politischen Freunden und ebenfalls sehr reichen Gutsherren. Dass Mädchen sehr jung verlobt wurden, war allgemein üblich. So war Anne Rosenkrantz, die Braut von Gøyes Sohn Albert, bei der Verlobung mit dem siebzehn Jahre älteren Bräutigam erst zehn Jahre alt; die Hochzeit fand statt, als sie eben sechzehn war. Auch Pernille wurde schon als Kind mit dem fast fünfzig Jahre älteren Niels Ludvigsen Rosenkrantz verlobt, einem Reichsrat, der gemeinsam mit Gøye 1523 die Handfeste König Friedrichs I. besiegelt hatte. Als dieser vor der Hochzeit starb, wurde Pernille 1526 mit Anders Ebbesen Galt verheiratet, war aber schon 1529 Witwe. Erst zehn Jahre später schloss sie eine zweite Ehe mit Birger Trolle. Birgitte verlobte ihr Vater als Vierzehnjährige mit dem etwa zwanzig Jahre älteren Jesper Daa von Enggård, dem späteren Gyldensteen. Sie weigerte sich viele Jahre lang, ihn zu heiraten, obwohl eine Verlobung damals als bindender Vertrag galt. Nach dem Tod der Stiefmutter 1528 floh sie zu ihrer verheirateten Schwester Sophie, die Hofmeisterin der mit Herzog Albrecht von Preußen verheirateten Schwester des Königs, Dorothea, war. Als sie 1538 selbst Hofdame bei Königin Dorothea wurde, nutzte sie die Verbindung zum Königshaus, um ihr Anliegen dem König vorzulegen. Die vom König mit der Untersuchung der Gültigkeit der Verlobung beauftragten Professoren der Universität Kopenhagen und die evangelischen Bischöfe des Reichs stellten fest, dass eine gültige Ehe auf der Einwilligung beider Partner beruhe. Da Birgitte Gøye die Zustimmung verweigert und auch das Verlobungsgeschenk zurückgeschickt habe, sei die Verlobung ungültig; sie wurde aufgehoben. Aufgrund des Gutachtens erließ Christian III. 1540 ein Rezess, dass Eheverabredungen der Eltern auch vor der Mündigkeit der Kinder ohne deren Einwilligung ungültig seien. Damit war für Birgitte und ihren ehemaligen Verlobten der Weg frei, Ehen nach eigenem Wunsch zu schließen. Kurz nach dem Tod ihres Vaters heiratete Birgitte 1544 den fünf Jahre jüngeren Herluf Trolle, einen Bruder des zweiten Ehemanns ihrer Schwester Pernille. Mit ihm, der bei Philipp Melanchthon studiert hatte, gründete sie eine Lateinschule.

## Nachkommen
Mogens Gøye war zweimal verheiratet. Seine erste Frau Mette Bydelsbak († 1513) heiratete er zwischen 1492 und 1495. Mit ihr hatte er acht Kinder:
- Axel Gøye († 1537) ⚭ Dorthe Hansdatter Lindenov
- Eskil Gøye († 1560) ⚭ Sidsel Bryske († 1573)
- Mette Gøye († 1536) ⚭ Johann Oxe († 1534)
  - Peder Oxe
- Albert Gøye (1505–1558) ⚭ Anne Rosenkrantz (1522–1589); er erbte einen Großteil der Güter seines Vaters, da seine beiden älteren Brüder kinderlos verstarben.
- Pernille Gøye (1506–1552)
⚭ 1. Anders Ebbesen Galt († 1529),
⚭ 2. Birger Trolle (1501–1571), Bruder von Herluf Trolle
- Sophie Gøye (1507–1537) ⚭ Mogens Bille († 1538), Bruder des Bischofs Ove Bille; beide starben auf der Reise des preußischen Herzogspaars zur Krönung von Christian III. in Stettin.[17]
- Elline Gøye († 1563) ⚭ Mourits Olsen Krognos († 1550); ihr Grabstein befindet sich in der St.-Bendts-Kirche in Ringsted
  - Oluf Mouritzen Krognos († 25. Juni 1573) ⚭ Anne Hardenberg (1539–1589), die Geliebte König Friedrichs II.; er starb kein Jahr nach der Hochzeit und wurde wie seine Eltern in Ringsted begraben.
  - Mette Krognos († 1558) ⚭ Holger Ottesen Rosenkrantz (1517–1575)
- Birgitte Gøye ⚭ Herluf Trolle

In seiner 1515 geschlossenen zweiten Ehe mit Margrethe Sture von Gammelgård im Herzogtum Schleswig († 1528) wurden neun Kinder geboren, darunter:
- Christoffer Gøye († 1584), Lehnsmann in Seilstrup und Kanoniker in Roskilde ⚭ Birgitte Eriksdatter Bølle († 1595)
- Helvig Gøye († 1597) ⚭ Otto Henriksen Gyldenstierne († 1551)
  - Karen Gyldenstierne († 1589) ⚭ Jørgen Marsvin († 1581)
    - Ellen Marsvin